# Tragedia de la puerta 12
La Tragedia de la Puerta 12 fue un suceso fatal que ocurrió el 23 de junio de 1968 en el estadio de River Plate, cuando murieron aplastadas más de 70 personas, con un promedio de edad de 19 años, y resultaron heridas más de 200, a la salida del partido disputado ese día entre el equipo local y su clásico rival Boca Juniors. La cifra oficial de fallecidos fue de 71 personas pero testimonios de involucrados sitúan el número en alrededor de 200. Se trata de la mayor catástrofe de la historia del deporte argentino. 
Pese a las fuertes sospechas sobre la actuación de la Policía Federal y el Club Atlético River Plate, se dijo que las causas y responsabilidades de la avalancha humana nunca fueron adecuadamente establecidas. 
El hecho adquirió las características de un tabú, y no fue recordado oficialmente ni por Boca ni por River durante décadas. Recién en 2008 River colocó una placa "en memoria de los fallecidos en Puerta 12" en el lugar de los hechos, que hoy es la Puerta M. En tanto que en 2018, al cumplirse 50 años de la tragedia, el Club Boca Juniors pidió "perdón por el olvido" de las víctimas, comprometiéndose a recordarlas de allí en adelante. En 2021, el club de la Ribera colocó una placa con la lista de los fallecidos conocidos hasta ese momento en el hall central de la Bombonera y a partir de ese mismo año se dispuso que el 23 de junio pase a ser día de luto para el club en conmemoración a dicha tragedia.

## Los sucesos
La estampida se produjo al finalizar el partido de fútbol entre los equipos de River Plate y Boca Juniors jugado en el estadio del primero, en la Puerta 12, una de las que facilitaban la salida de los simpatizantes visitantes. Por causas que recién pudieron ser aclaradas tras la investigación periodística de Lisotto, el sector de salida a la calle, luego de las escaleras, no se encontraba liberado, y la presión de la multitud que salía causó la muerte de las víctimas, cuya cantidad exacta no está definida pero son más de 70 y la mayoría, menores de edad.
Según la investigación del periodista Pablo Lisotto, la hipótesis a la que llegó tras realizar su investigación sobre lo sucedido fue que:

"Yo creo que hubo un efectivo policial que intentó bloquear la salida de la gente, no obstante, después de que los hinchas ya estaban evacuando el estadio, esa puerta no estaba cerrada. De haberlo estado, la fuerza de la gente por salir la hubiera logrado doblar por lo menos. Hubo un operativo policial para impedir la salida de la gente y atrás de esa barrera policial de efectivos de a pie había por lo menos seis integrantes de la policía montada repartiendo palazos, con lo cual eso generó un pánico generalizado capaz de hacer que la gente debiera elegir entre salir hacia ese destino de golpes o bien recular hacia la misma escalera. Cuando esto ocurre, se genera un fenómeno acordeón entre la masa humana y el resultado es que, entre tanta locura y tanta desesperación, mucha gente muere aplastada y asfixiada. Y así sucedió. Los cuerpos de las víctimas quedaron morados, estaban irreconocibles para muchos de sus familiares".

Para Lisotto los hechos que sucedieron en la tragedia fueron similares a los de la Noche de los Bastones Largos por el accionar represivo de la policía. También destaca Lisotto que para su criterio la falta de fotografía de lo sucedido, la ausencia de autopsia para los fallecidos y el silencio posterior se debieron a una censura realizada por parte del gobierno de Onganía.Se menciona también como motivo de la represión policial que la hinchada de Boca habría cantado la marcha peronista.

### Testimonios sobre lo sucedido
«En un principio era una avalancha normal, pero después se acrecentó. Iba por el aire, sin tocar el piso. Algo empezó a salir mal. La avalancha se detuvo. Cada vez estaba más apretado. Había gritos de pánico, de mucho miedo. La gente que estaba abajo quería subir. Estábamos uno arriba de otro bajo una terrible presión que no dejaba respirar. Me caí y después me desmayé. ¿Cuál fue el motivo de la tragedia? Nunca lo conocí. Yo me salvé de milagro. Quizá gracias a la gente que me ayudó porque era el más joven de todos y porque la avalancha se detuvo cuando yo estaba en un recodo de la escalera. Apenas tenía 14 años. Nunca más fui a ver a Boca.»
 Miguel Durrieu, sobreviviente de 46 años (cuando fue entrevistado por el diario Clarín en el año 2000).

«Los hinchas hacían sus necesidades en vasos de café y le tiraban orina y excremento a la Policía montada que estaba en la calle. Eso provocó la represión policial y luego, la tragedia»
 William Kent, ex presidente de River

«Hubo agentes que actuaron sobre la gente que se desconcentraba por la escalera de la Puerta 12, mientras era obstruida por la Policía montada. Allí se produjo el desbande y la tragedia. La puerta estaba abierta y los molinetes, retirados. Yo estaba ahí y doy fe de ello. Mi hipótesis es que se quiso poner a cubierto el desempeño de la Fuerza y se inventó el tema de los molinetes"»
 Juan Carlos Tabanera, ex inspector general de la Municipalidad, entrevista a Domingos Populares en el año 1988 Clarín en el año 2000).

«Con mi primo salimos por la puerta 13, la de River, y vimos como la Policía Montada con enormes caballos atropellaba a los que querían salir por la puerta 12, éramos adolescentes y corrimos porque había muchos gritos, y eran tiempos de mucha violencia policial.»
 O. L., sobreviviente.[cita requerida]

"Pensaban que yo había muerto y me escribieron el número 19 en mi pecho, como si ya fuera finado. Recién en el hospital Pirovano se dieron cuenta de que todavía respiraba. Tenía los ojos color morcilla y la piel color carbón. Me estalló un oído y casi pierdo la vista. Me habían dado por muerto. Sólo recuerdo hasta que terminó el partido y me metí en la escalera de la Puerta 12. Después no me acuerdo de nada más, pero mi esposa vio en un video que los molinetes estaban puestos y que la Policía pegaba. Me salvé porque tengo una caja torácica grande"
Juan Carlos Alomo, 57 años, sobreviviente Clarín en el año 2000).

## Investigación y responsabilidad
La investigación penal finalizó sin que se hallaran culpables del siniestro. Fueron muchos los que afirmaron que la salida no fue posible porque la Policía Federal lo impidió (en 1968 el país estaba gobernado por la dictadura militar de la autodenominada Revolución Argentina del general Juan Carlos Onganía). Inicialmente, dos directivos de River fueron procesados por ser acusados de negligencia, pero una vez que se comprobó mediante pericias y declaraciones testimonial de los propios hinchas, la Cámara de Apelaciones los declaró inocentes.
Con respecto a la responsabilidad civil, la Asociación del Fútbol Argentino y los clubes afrontaron la misma de manera colectiva, reuniendo un fondo de poco menos de 100 000 dólares, que significaban apenas poco más de 1000 dólares por fallecido. A cambio de cobrar esa cifra se les exigió a los damnificados que renunciaran a cualquier reclamo judicial. Solo dos damnificados, Nélida Oneto de Gianolli y Diógenes Zúgaro, iniciaron juicio contra River; el fallo condenó al club a raíz de su responsabilidad civil y le ordenó pagar alrededor de 50 000 dólares a cada uno.
El sector donde ocurrió la tragedia, el túnel de la Puerta 12, era un lugar con poca iluminación. La combinación entre el bajo sol de la tarde y que solo estaba iluminado por un pequeño foco de luz para todo el túnel hizo que el lugar sea muy difícil poder ver los escalones de las escaleras. En los años posteriores hubo falsas declaraciones que aseguraban que la puerta estaba cerrada y/o que no se habían removido los molinetes de la entrada.
Durante décadas se aseveró que todos los muertos eran simpatizantes de Boca Juniors. Sin embargo, una investigación periodística realizada por Pablo Lisotto en 2023 confirmó que al menos tres de los fallecidos eran de River, y uno, de Racing.

## Eventos posteriores

Tapa y contratapa del libro "Una tarde de junio" (La Tragedia de la Puerta 12) escrito por el periodista Pablo Lisotto y publicado por Ediciones Al Arco.

Luego de la tragedia la salida fue renombrada como Acceso L. Luego fue la K y en la actualidad es la Puerta M. Por su parte, Pablo Tesoriere realizó un documental sobre el tema con el título Puerta 12, el cual fue estrenado en 2008. 
En junio de 2023, el periodista Pablo Lisotto publicó el libro "Una tarde de Junio", la primera investigación sobre la tragedia.

## Un trabajo silencioso

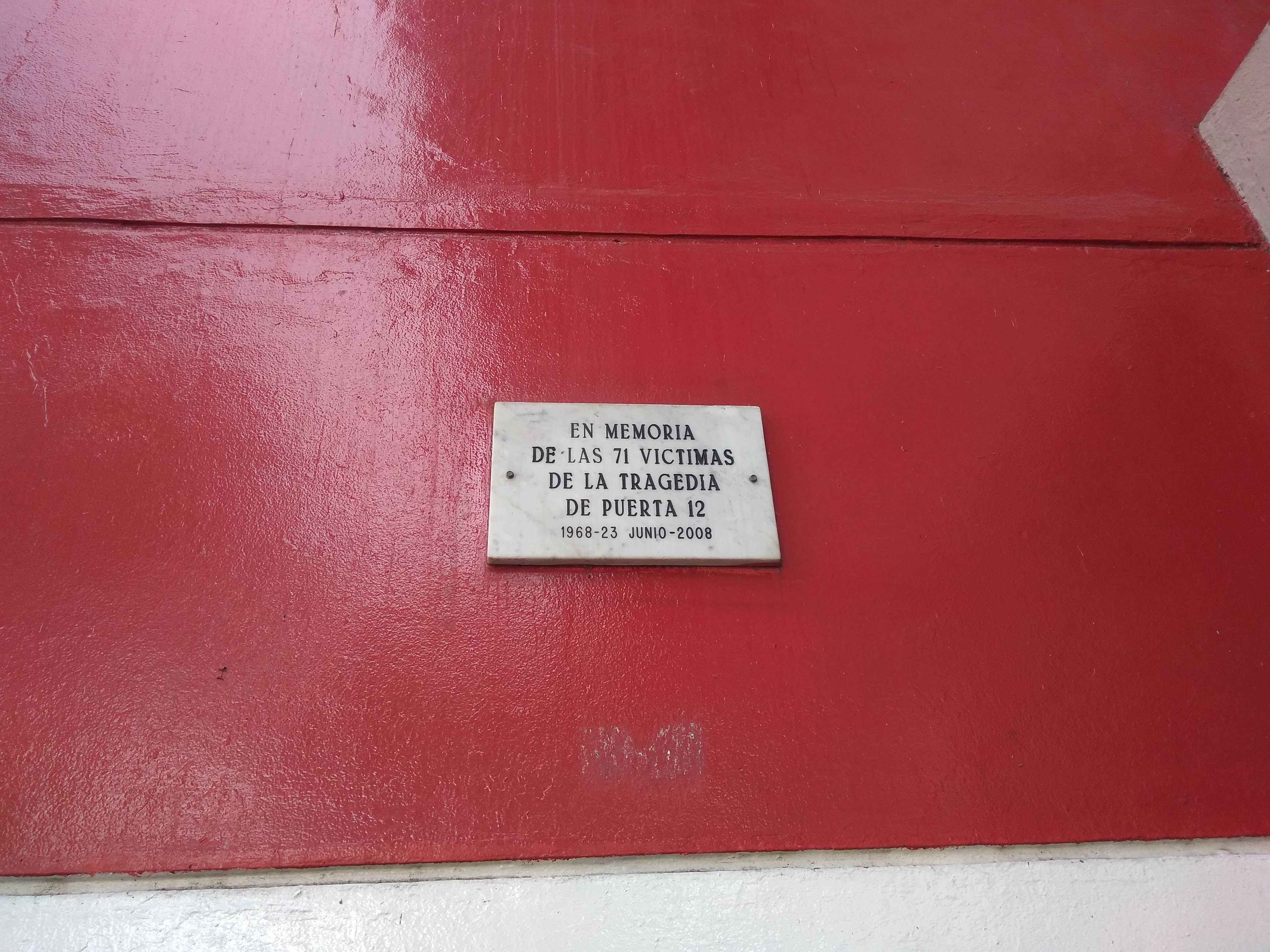
En 2008, River inauguró junto a la Puerta M (antes Puerta 12) una placa que recuerda a los fallecidos.

Hasta 2008 no existen registros en Boca sobre algún acto u homenaje a los muertos en esa tragedia. Con motivo del estreno del documental “Puerta 12″, realizado por Pablo Tesoriere, comenzaron los recuerdos. Desde entonces, en cada reunión de Asamblea del Presupuesto (mediados de junio) se hace un minuto de silencio por “Puerta 12″, mencionando a “los 71 fallecidos”.
En 2012, cuando empezó a funcionar formalmente la subcomisión de Historia, se comenzó a investigar más a fondo este tema, con el fin de colocar una placa en el club. Cuatro años más tarde, en la Mesa Directiva de la Asamblea, Guillermo Dell’Oro propuso encarar el asunto de forma más institucional.
Como secretario de la Mesa y a su vez presidente de la subcomisión de Historia, Sergio Brignardello unió ambas propuestas en un solo objetivo. Y en 2017 se formó un grupo de trabajo e investigación denominado “Historia-Puerta 12″, coordinado por Hernán Soria.
En 2018, al cumplirse medio siglo del hecho, en la Asamblea del Presupuesto se hizo algo similar a lo de 2008, y se verbalizó el compromiso de hacer la placa. Se realizó un evento en el Museo, donde se proyectó el documental y al que asistió su director, Tesoriere. En ese acto, Brignardello cerró con una frase corta pero de alto contenido simbólico: “Perdón por el olvido del club”. Por esos días apareció en los diarios un mensaje alusivo a la tragedia, firmado por el entonces presidente, Daniel Angelici.
Un año más tarde el acto se repitió con la presencia de Diana von Bernard, hermana de uno de los hinchas que perdieron sus vidas y también ex empleada del club en el departamento de Fútbol Juvenil. Al mismo tiempo, y con el impulso de Claudio Giardino, la Agrupación Boca es Pueblo realizó un mural alusivo en la esquina de Palos y Aristóbulo del Valle, una de las principales salidas de la Bombonera hacia la avenida Almirante Brown. Fueron convocados socios e hinchas, y la propia Diana pintó sobre el muro el nombre de su hermano Guido.
Tras las elecciones, en 2020 la nueva mesa directiva de la Asamblea tomó la posta y con José Palazzo al frente se reencauzó la posibilidad, invitando también a la gente de Historia, de colocar la placa, cuya elaboración y revisión estuvo a cargo de Sergio Lodise, coordinador de la Subcomisión de Historia, y equipo. 
Por obra y gracia de la cuarentena, en junio de 2021 finalmente el presidente Jorge Amor Ameal pudo inaugurar la demorada y necesaria placa, con el listado de fallecidos que se conocía hasta entonces. Al mismo tiempo, la Asamblea de representantes estableció el 23 de junio como “Día de Luto”, jornada en la cual las instalaciones del club permanecen cerradas.

## Capilla ardiente virtual
El 23 de junio de 2022 se anunció la creación del espacio Puerta 12 Memoria. Esta iniciativa independiente cuenta con apoyo de familiares y amigos de las víctimas, y de más de 100 testigos directos de aquel hecho.
“Desde 2018 venimos realizando un trabajo silencioso y muy dedicado, y nos ilusiona muchísimo todo lo que vendrá”, dice en su acta fundacional, en la que quedan en claro los focos de esa iniciativa:
- Mantener siempre viva la llama del recuerdo de los fallecidos en la Puerta 12, y de sus familiares.
- Acercarse lo máximo posible a la verdad de lo que pasó en la Puerta 12: ¿por qué?, ¿cómo? y ¿quiénes fueron los responsables?
- Honrar a los hinchas fallecidos mediante diversas acciones.
- Informar a los medios y a los estudiantes de periodismo, para evitar que sigan arrastrándose errores históricos sobre este acontecimiento.
- Cerrar la división existente hasta hoy entre los hinchas de River y los de Boca sobre este tema.

En ese sitio convocan a a amigos y familiares de las víctimas de Puerta 12 y a toda persona que haya protagonizado aquel acontecimiento a contactarse, para seguir armando ese rompecabezas.